# Thirty Seconds to Mars
Thirty Seconds to Mars (з англ. «30 секунд до Марса») — американський рок-гурт із Лос-Анджелеса, штат Каліфорнія, який грає у стилі альтернативний артрок. Заснований у 1998 році братами Джаредом і Шеноном Лето. Назву гурту було взято учасниками зі статті гарвардського професора, де йшлося про технічний прогрес, унаслідок якого людство в буквальному сенсі слова опиниться «за тридцять секунд від Марса».
У лютому в інтерв'ю журналу Kerrang! Джаред Лето своїми головними впливами назвав Pink Floyd, Led Zeppelin, The Cure, Depeche Mode і Joy Division. Відомо також його висловлювання: «30 Seconds to Mars — це грандіозність Pink Floyd в енергетиці Sex Pistols».
Thirty Seconds to Mars не користуються послугами сек'юриті та встановили близький і міцний контакт зі своїми фанатами. У цьому сенсі Лето вважає себе і гурт послідовниками Minor Threat, які «…першими спробували стерти межу між рок-виконавцем і аудиторією».
Станом на липень 2019 року гурт понад 4 рази відвідував Україну.

## Історія
Гурт Thirty Seconds to Mars заснували 1998 року відомий голлівудський актор Джаред Лето та його старший брат Шеннон Лето. 1999 року Virgin Records уклала контракт із гуртом.

### 2001—2003: дебютний альбом
У дебютному альбомі, що вийшов у 2002 році, брати Лето зіграли практично на всіх інструментах: вокаліст Джаред — на гітарі, бас-гітарі, синтезаторі; Шеннон — на ударних. У пісні The Mission на фортепіано зіграв продюсер альбому Боб Езрін. Пізніше дует розширився до чотирьох учасників, додавши до складу гітариста Солона Бікслера та басиста Метта Вохтера. Додатковий гітарист Кевін Дрейк, який спочатку прослуховувався на посаду басиста, також приєднався до гурту як гастрольний музикант. Альбом 30 Seconds to Mars розійшовся накладом у 100 тисяч примірників. Синглами з альбому вийшли «Capricorn (A Brand New Name)» та «Edge of the Earth»: другий з них піднявся до 31-го місця у переліку U.S. Mainstream Rock. У жовтні 2002 року гурт гастролював з I Mother Earth і Billy Talent на MTV Campus Invasion. Наступного місяця Thirty Seconds to Mars вперше з'явилися на телебаченні в шоу Last Call з Карсоном Дейлі та відкрили концерти для Our Lady Peace і Sevendust.  «Edge of the Earth», що вийшов у 2003 році, став другим синглом з альбому. На початку 2003 року Бікслер покинув гурт через проблеми, пов'язані переважно з гастролями. Пізніше його замінив Томо Миличевич, який успішно пройшов прослуховування на роль гітариста. Пізніше гурт вирушив у тур із Chevelle, Trust Company та Pacifier, а також взяла участь у турі Lollapalooza 2003 року.

### 2004—2008:A Beautiful Lie
Thirty Seconds to Mars повернулися до студії в березні 2004 року, щоб розпочати роботу над своїм другим альбомом A Beautiful Lie, продюсером якого став Джош Абрахам. Альбом вийшов 30 серпня 2005 року в США. У січні 2006 року він отримав платиновий статус. Головний сингл альбому Attack дебютував на радіо 6 червня 2005 року і став найпопулярнішим треком на американському сучасному рок-радіо протягом першого тижня після випуску. У 2005 році Thirty Seconds to Mars вирушили в тур із Chevelle, Audioslave та The Used. Гурт вирушив у свій перший тур Forever Night, Never Day у березні 2006 року. Водночас гурт випустив другий сингл з альбому The Kill, який став найтривалішим хітом в історії Чарт сучасного року США, коли він залишався в національному чарті понад 50 тижнів. 31 серпня 2006 року Thirty Seconds to Mars отримали MTV2 Award за кліп на пісню The Kill. Гурт також був номінований у категорії Best Rock Video. У березні 2006 року гурт вперше виступив хедлайнером у рамках Forever Night Never Day Tour), після котрого провів тур Taste of Chaos із такими гуртами, як The Used, Senses Fail, Saosin, Chiodos, Aiden і Evaline. У жовтні 2006 року гурт розпочав свій тур «Welcome to the Universe Tour», спонсорований MTV2, за підтримки Head Automatica, The Receive End of Sirens, Cobra Starship та кількох інших гуртів, зокрема Street Drum Corps. Третій сингл з альбому «From Yesterday» вийшов у листопаді 2006 року і став номером один у Billboard's Modern Rock Tracks. 20 листопада на MTV2 пройшла прем'єра «From Yesterday» — першого американського рок-кліпу, що зняли у Китайській Народній Республіці.

Я гадав, що знімання кліпу у Китаї найкращим чином дозволять реалізувати візуальний потенціал цієї пісні. Глибина їх історії, краса культури та пристрасність жителів надихнули на розповідь, що назавжди змінила наш гурт. — Джаред Лето.
Протягом 2007 року Thirty Seconds to Mars багато гастролювали Європою і виступали на кількох великих фестивалях, включаючи Roskilde, Pinkpop, Rock am Ring та Download. 1 березня 2007 року під час концерту в Ель-Пасо Метт Уоктер проголосив про своє рішення покинути гурт, для того, щоб більше часу проводити із сім'єю. На концертах його замінив Тім Келлехер (Tim Kelleher), басист гурту My Darling Murder. 15 квітня 2007 року Thirty Seconds to Mars стали переможцями у номінації «Best New Artist» (Найкращий новий виконавець) на фестивалі TRL MTV в Італії. 29 квітня — перемогли у двох номінаціях на MEM Australia Video Music Awards (Відео року, Best Rock Video). 23 серпня Thirty Seconds to Mars з піснею «The Kill» стали переможцями у номінації «Best Single» (Найкращий сингл) на церемонії вручення нагород «Kerrang! Awards», випередив, серед інших, AFI і My Chemical Romance. Наприкінці серпня Thirty Seconds to Mars були номіновані у чотирьох категоріях на MTV Europe Music Awards 2007 («Rock Out», «Band», «Headliner», «Inter Act»).

### 2008—2011:This Is War
Thirty Seconds to Mars розпочали запис свого третього студійного альбому This Is War у серпні 2008 року. 2009 року Thirty Seconds to Mars підписали контракт зі звукозаписною компанією EMI. Хоча дата випуску змінювалася багато разів, This Is War зрештою вийшов у грудні 2009 року. Альбом увійшов до першої десятки кількох національних альбомних чартів і увійшов до Billboard 200 під номером 18 з продажем 67 000 копій за перший тиждень у США. Його перші два сингли, Kings and Queens та This Is War, посіли перше місце в чарті альтернативних пісень США. Після промо-туру взимку 2009 року Thirty Seconds to Mars вирушили до свого туру Into the Wild у лютому 2010 року.
Thirty Seconds to Mars виступили в Києві 12 грудня 2010 в Палаці Спорту.
На церемонії вручення нагород MTV Video Music Awards 2010 «Kings and Queens» отримали чотири номінації, у тому числі «Відео року» та «Найкраща режисура», а також виграли «Найкраще рок-відео». Третій сингл з альбому «Closer to the Edge» став рок-синглом, що найбільше продається 2010 року в Сполученому Королівстві та вісім тижнів поспіль очолював британський рок-чарт. Thirty Seconds to Mars співпрацювали з репером Каньє Вестом над піснею «Hurricane».
16 жовтня 2011 року було оголошено, що гурт увійде до Книги рекордів Гіннеса за кількістю живих виступів протягом циклу одного альбому, зігравши 300 концертів. 300-те шоу під назвою Tribus Centum Numerarae відбулося 7 грудня 2011 року в бальному залі Hammerstein у Нью-Йорку, після чого була спеціальна серія шоу, яка ознаменувала кінець туру Into the Wild.

### 2012—2015:Love, Lust, Faith and Dreams
Thirty Seconds to Mars взяли перерву у турне у 2012 році і провели більшу частину року, записуючи свій четвертий альбом під назвою Love, Lust, Faith and Dreams.
У лютому 2013 року було оголошено, що Up in the Air стане першим синглом з 4-го альбому. Пісня посіла 3-тє місце у чарті альтернативних пісень США та мала успіх на міжнародних ринках. Thirty Seconds to Mars випустили новий альбом 21 травня 2013 року на лейблі Universal у США. Альбом отримав загалом позитивні відгуки і увійшов до десятки найкращих у більш ніж 15 країнах, включаючи Велику Британію та США. Гурт розпочав свій тур Love, Lust, Faith and Dreams Tour у червні, який включав концерти на фестивалях у Rock Werchter, Pinkpop, Rock in Rio та Rock am Ring. На церемонії вручення нагород MTV Video Music Awards 2013, що відбулася 25 серпня, Up in the Air здобув нагороду за найкраще рок-відео.
12 березня 2014 року гурт знову завітав до Києва. Концерт мав відбутись у клубі Stereo Plaza, але завдяки численним проханням фанатів майданчик було змінено на Палац Спорту. У серпні 2014 року гурт вирушив у тур, що отримав назву Carnivores Tour, з американським рок-гуртом Linkin Park відвідавши арени та стадіони по всій Північній Америці.

### 2015—2021:America
У листопаді 2015 року було оголошено, що Thirty Seconds to Mars працюють над своїм 5-м студійним альбомом.
У серпні 2016 року стало відомо, що гурт підписав контракт із Interscope Records. Пізніше гурт оголосив, що вирушить у тур Північною Америкою з Muse та PVRIS, який пройде з травня по вересень 2017 року.
У серпні 2017 року Walk on Water був оголошений головним синглом з 5-го альбому гурту.
25 січня 2018 року Thirty Seconds to Mars випустили Dangerous Night як другий сингл зі свого майбутнього 5-го студійного альбому. У лютому 2018 року гурт офіційно оголосив про турне Monolith Tour за участю Walk the Moon, Misterwives, K. Flay, Joywave та Welshly Arms. Пізніше Thirty Seconds to Mars підтвердили назву свого 5-го альбому America, що вийшов 6 квітня 2018 року. Альбом отримав неоднозначні відгуки критиків і дебютував під номером два в Billboard 200. Під час першого етапу туру Monolith Tour було оголошено, що Миличевич візьме перерву в гастролях з особистих причин. 11 червня 2018 року він офіційно оголосив про свій вихід із гурту.

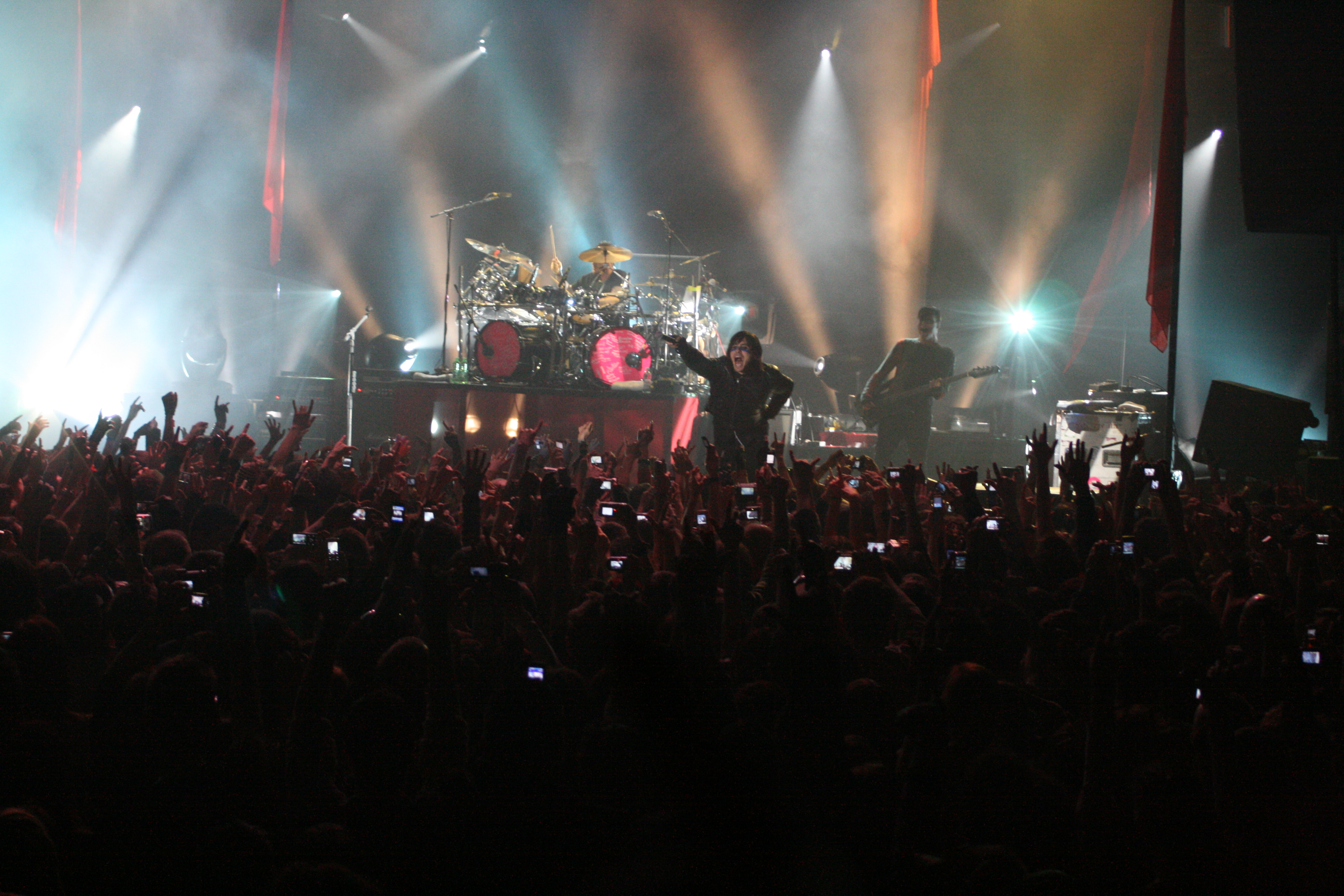
Thirty Seconds to Mars у Мілані в лютому 2008 року

У 2019 році виступали на UPark Festival.

### 2021—2023:It's the End of the World but It's a Beautiful Day
27 серпня 2022 року Thirty Seconds to Mars анонсували ювілейну версію свого дебютного альбому, присвячену 20-річчю.
22 лютого 2023 року було оголошено, що 22 жовтня 2023 року гурт виступить на When We Were Young. 8 травня 2023 року Thirty Seconds to Mars випустили Stuck — головний сингл з майбутнього 6-го студійного альбому It's the End of the World but It's a Beautiful Day, який вийде 15 вересня.
Концертний тур на підтримку альбому отримав назву «Seasons World Tour» на честь другого синглу «Seasons». Він розпочався у березні 2024 із концертів фестивалю Lollapalooza в Аргентині та Чилі. У травні 2024 року стартувала європейська гілка турне, де на розігріві виступав співак Jagwar Twin.

## Ешелон
Важливу роль у житті гурту відіграє Echelon: громадський рух, який допомагає в організації концертів, подає запити на радіостанції про транслювання пісень гурту, роздає постери, підтримує журнали та вебсайти, що присвячені гурту. «Ешелон» є частиною Mars Army (куди входять прихильники гурту у різних країнах світу).

## Скандал
На початку повномоштабного вторгненя лідер гурту Джаред Лето у Instagram підтримав Україну. У жовтні 2024 року на концерті у Сербії він змінив свою позицію, назвав війну у Україні "проблемами", завершив виступ російською мовою на якому були оплески російських і сербських шанувальників та оголосив про тури після завершення війни у санкт-петербурзі, у москві та у Києві. Але це обурило українських користувачів і вони написали у Instagram на його сторінки через день він закрив коментарі під останнім дописом.

## Склад

### Основний склад
- Джаред Лето — вокал, ритм-гітара, клавішні (іноді соло-гітара і бас-гітара)
- Шеннон Лето — ударні
- Томо Миличевич — соло-гітара, скрипка, клавішні

## Дискографія

### Альбоми
- 30 Seconds to Mars (2002)
- A Beautiful Lie (2005)
- This Is War (2009)
- Love, Lust, Faith and Dreams (2013)
- America (2018)
- It's the End of the World but It's a Beautiful Day (2023)

### Сингли
- Capricorn (A Brand New Name) (2002)
- Edge of the Earth (2003)
- Attack (2005)
- The Kill (2006)
- From Yesterday (2006)
- A Beautiful Lie (2007)
- Kings and Queens (2009)
- This Is War (2010)
- Closer to the Edge (2010)
- Hurricane (2010)
- Up In The Air (2013)
- Do Or Die (2013)
- Walk On Water (2017)

## Відеокліпи
- Capricorn (A Brand New Name) (06.08.2002)
- Edge of the Earth (22.03.2003)
- Attack (01.09.2005)
- The Kill (05.05.2006)
- From Yesterday (04.12.2006)
- A Beautiful Lie (29.01.2008)
- A Beautiful Lie 2.0 (16.09.2008)
- Kings and Queens (12.11.2009)
- Closer To The Edge (09.06.2010)
- Hurricane (30.11.2010)
- This is War (06.04.2011)
- Up In The Air (19.04.2013)
- Do or Die (05.08. 2013)
- City of Angels (29.10.2013)
- Walk On Water (8.11.2017)
- Rescue Me (12.06.2018)
- Stuck (8.05.2023)

## Нагороди та номінації
| Рік  | Номіновано                                | Нагорода                         | Номінація                            | Результат |
| ---- | ----------------------------------------- | -------------------------------- | ------------------------------------ | --------- |
| 2006 | «The Kill»                                | MTV2                             | 'Best Single'                        | Перемога  |
| 2006 | «The Kill»                                | MTV2                             | 'Best Rock Video'                    | Номінація |
| 2006 | «The Kill»                                | Fuse Fangoria Chainsaw Awards    | 'Video Inspired by Film Award'       | Перемога  |
| 2006 | «The Kill»                                | MTVu Woodie Awards               | 'Live Action'                        | Перемога  |
| 2006 | «The Kill»                                | Billboard Music Awards           | Modern Rock Single of the Year       | Номінація |
| 2006 | Джаред Лето                               | Breakthrough of the Year Awards  | Crossover Artist                     | Перемога  |
| 2007 | Thirty Seconds to Mars                    | Kerrang! Award                   | 'Best International Newcomer'        | Номінація |
| 2007 | «The Kill»                                | Kerrang! Award                   | 'Best Single'                        | Перемога  |
| 2007 | «The Kill»                                | MTV Australia Video Music Awards | 'Video of the Year'                  | Перемога  |
| 2007 | «The Kill»                                | MTV Australia Video Music Awards | 'Best Rock Video'                    | Перемога  |
| 2007 | «The Kill»                                | MTV Australia Video Music Awards | 'Viewers Choice Australia'           | Номінація |
| 2007 | Thirty Seconds to Mars                    | TRL Award                        | 'Best New Artist'                    | Перемога  |
| 2007 | Thirty Seconds to Mars                    | MTV Europe Music Award           | 'Rock Out'                           | Перемога  |
| 2007 | Thirty Seconds to Mars                    | MTV Europe Music Award           | 'Inter Act'                          | Номінація |
| 2007 | Thirty Seconds to Mars                    | Fuse                             | 'Best of 2007'                       | Перемога  |
| 2007 | Thirty Seconds to Mars                    | Billboard Music Awards           | Modern Rock Artist of the Year       | Перемога  |
| 2007 | «From Yesterday»                          | Billboard Music Awards           | Modern Rock Single of the Year       | Номінація |
| 2008 | Thirty Seconds to Mars                    | Bandit Rock Award                | Breakthrough Artist — International  | Перемога  |
| 2008 | A Beautiful Lie                           | Bandit Rock Award                | Best Album — International           | Номінація |
| 2008 | «A Beautiful Lie»                         | MTV Asia Award                   | 'Video Star'                         | Перемога  |
| 2008 | «From Yesterday»                          | Kerrang! Award                   | 'Best Single'                        | Перемога  |
| 2008 | Thirty Seconds to Mars                    | Kerrang! Award                   | 'Best International Band'            | Перемога  |
| 2008 | Thirty Seconds to Mars                    | Lost Premios MTV                 | 'Best International Rock Artist'     | Перемога  |
| 2008 | Thirty Seconds to Mars                    | MTV Europe Music Award           | 'Rock Out'                           | Перемога  |
| 2008 | «A Beautiful Lie»                         | MTV Europe Music Award           | 'Video Star'                         | Перемога  |
| 2008 | Thirty Seconds to Mars                    | Lost Premios MTV                 | 'Best International Rock Artist'     | Перемога  |
| 2010 | Thirty Seconds to Mars                    | Kerrang! Award                   | 'Best International Band'            | Перемога  |
| 2010 | «Kings and Queens»                        | MTV Video Music Award            | 'Video of the Year'                  | Номінація |
| 2010 | «Kings and Queens»                        | MTV Video Music Award            | 'Best Rock Video'                    | Перемога  |
| 2010 | «Kings and Queens»                        | MTV Video Music Award            | 'Best Direction in a Video'          | Номінація |
| 2010 | «Kings and Queens»                        | MTV Video Music Award            | 'Best Art Direction in a Video'      | Номінація |
| 2010 | Thirty Seconds to Mars                    | MTV Europe Music Award           | 'Best Rock Band'                     | Перемога  |
| 2010 | Thirty Seconds to Mars                    | MTV Europe Music Award           | 'Best World Stage Performance'       | Номінація |
| 2010 | «Kings and Queens»                        | MTV Europe Music Award           | 'Best Video'                         | Номінація |
| 2010 | Thirty Seconds to Mars                    | Billboard Music Awards           | Top Alternative Artist               | Номінація |
| 2010 | Thirty Seconds to Mars                    | Billboard Music Awards           | Top Rock Artist                      | Номінація |
| 2010 | This Is War                               | Billboard Music Awards           | Top Alternative Song                 | Номінація |
| 2010 | Thirty Seconds to Mars                    | BT Digital Music Awards          | Artist of the Year                   | Номінація |
| 2011 | Thirty Seconds to Mars                    | Kerrang! Award                   | 'Best International Band'            | Перемога  |
| 2011 | «Hurricane»                               | Kerrang! Award                   | 'Best Single'                        | Перемога  |
| 2011 | Thirty Seconds to Mars                    | TRL Awards                       | 'Best band'                          | Перемога  |
| 2011 | «Hurricane»                               | MTV Video Music Award            | 'Best Direction in a Video'          | Номінація |
| 2011 | «Hurricane»                               | MTV Video Music Award            | 'Best Editing in a Video'            | Номінація |
| 2011 | «Hurricane»                               | MTV Video Music Award            | 'Best Cinematography in a Video'     | Номінація |
| 2011 | Thirty Seconds to Mars                    | MTV Europe Music Awards          | 'Best Alternative'                   | Перемога  |
| 2011 | Thirty Seconds to Mars                    | MTV Europe Music Awards          | 'Biggest Fans'                       | Номінація |
| 2011 | Thirty Seconds to Mars                    | MTV Europe Music Awards          | 'Best World Stage'                   | Перемога  |
| 2011 | Thirty Seconds to Mars                    | Bravo Otto Awards                | Rock Group                           | Перемога  |
| 2013 | Thirty Seconds to Mars                    | Bravo Otto Awards                | International Duo/Group of the Year  | Номінація |
| 2013 | Up in the Air                             | Camerimage                       | Best Music Video                     | Номінація |
| 2013 | Up in the Air                             | Camerimage                       | Best Cinematography in a Music Video | Номінація |
| 2014 | Thirty Seconds to Mars                    | MTV Europe Music Award           | 'Best Alternative'                   | Перемога  |
| 2014 | Thirty Seconds to Mars                    | AltRock Awards                   | Artist of the Year                   | Перемога  |
| 2014 | Thirty Seconds to Mars                    | AltRock Awards                   | Best Online Performance              | Перемога  |
| 2014 | Do or Die                                 | AltRock Awards                   | Song of the Year                     | Номінація |
| 2014 | Carnivores Tour                           | Billboard Live Music Awards      | Eventful Award for Tour of the Year  | Номінація |
| 2018 | Thirty Seconds to Mars (із Muse та PVRIS) | AltRock Awards                   | Tour of the Year                     | Перемога  |
| 2018 | Thirty Seconds to Mars (із Muse та PVRIS) | AltRock Awards                   | Best Online Performance              | Номінація |
| 2018 | «Walk on Water»                           | AltRock Awards                   | Song of the Year                     | Перемога  |